# Alpetragius (månekrater)
Alpetragius er et nedslagskrater på Månen, beliggende på Månens forside i den østlige udkant af Mare Nubium, og opkaldt efter den arabiske astronom og filosof al-Betrugi (? – ca. 1204).
Navnet blev officielt tildelt af den Internationale Astronomiske Union (IAU) i 1935. 

## Omgivelser
Krateret ligger sydvest for det meget større Alphonsuskrater. Mod sydøst ligger det fremtrædende Arzachelkrater, og vest for det "oversvømmede" Lassellkrater. 

## Karakteristika
Det mest bemærkelsesværdige kendetegn for dette krater er den uforholdsmæssigt store centrale top, som danner en afrundet høj, der næsten udfylder hele kraterbunden —en trediedel af kraterdiameteren — og som rejser sig til en højde på 2,0 km. Der er tegn på, at denne top er blevet forhøjet ved vulkanudbrud, og der lader til at være et eroderet lavakrater på den.
Kraterranden har fine terrasser, som langs dens sydlige og østlige sider skråner næsten ned til kanten af den centrale top. Ydervæggen er omtrent rund med lette indskæringer mod nord og vest.
Den ydre rand slutter sig til den sydvestlige rand af Alphonsus ved en forhøjning i overfladen. En bue af kraterlignende sænkninger strækker sig fra den sydlige rand af Alphonsus mod vest og adskiller Alpetagnius fra Arzachelkrateret. Mod vest-nordvest findes det kraterlignende omrids af Alpetragius X, som nu er "oversvømmet" af Mare Nubium og dækket mod øst af udkastninger fra Alpetragius.

## Satellitkratere
De kratere, som kaldes satellitter, er små kratere beliggende i eller nær hovedkrateret. Deres dannelse er sædvanligvis sket uafhængigt af dette, men de får samme navn som hovedkrateret med tilføjelse af et stort bogstav. På kort over Månen er det en konvention at identificere dem ved at placere dette bogstav på den side af satellitkraterets midte, som ligger nærmest hovedkrateret. Alpetragiuskrateret har følgende satellitkratere:
| Alpetragius | Bredde  | Længde | Diameter |
| ----------- | ------- | ------ | -------- |
| B           | 15,1° S | 6,8° V | 10 km    |
| C           | 13,7° S | 6,1° V | 2 km     |
| G           | 18,2° S | 6,5° V | 12 km    |
| H           | 18,0° S | 6,0° V | 5 km     |
| J           | 18,0° S | 5,7° V | 4 km     |
| M           | 16,5° S | 3,2° V | 24 km    |
| N           | 16,7° S | 3,8° V | 11 km    |
| U           | 17,7° S | 5,1° V | 14 km    |
| V           | 18,1° S | 5,8° V | 17 km    |
| W           | 17,9° S | 6,0° V | 27 km    |
| X           | 15,6° S | 5,7° V | 32 km    |

## Måneatlas
- Billeder af Alpetragiuskrateret i LPI-måneatlasset